# Cyclosternum
Cyclosternum é um gênero de aranhas tarântula da família Theraphosidae. Dezoito espécies são reconhecidos.

## Espécies
As seguintes espécies são atualmente reconhecidos:
- Cyclosternum bicolor (Schiapelli & Gerschman, 1945)
- Cyclosternum fasciatum  (O. P.-Cambridge, 1892)
- Cyclosternum garbei  (Mello-Leitao, 1923)
- Cyclosternum gaujoni  Simon, 1889
- Cyclosternum janeirum  (Keyserling, 1891)
- Cyclosternum janthinum (Simon, 1889)
- Cyclosternum kochi (Ausserer, 1871)
- Cyclosternum macropus (Ausserer, 1875)
- Cyclosternum melloleitaoi Bücherl, Timotheo & Lucas, 1971
- Cyclosternum obesum (Simon, 1892)
- Cyclosternum obscurum Simon, 1891
- Cyclosternum palomeranum West, 2000
- Cyclosternum pentalore (Simon, 1888)
- Cyclosternum rufohirtum (Simon, 1889)
- Cyclosternum schmardae Ausserer, 1871
- Cyclosternum spinopalpus (Schaefer, 1996)
- Cyclosternum symmetricum (Bücherl, 1949)
- Cyclosternum viridimonte Valerio, 1982

## Outros
- Lista das espécies de Theraphosidae (Lista completa das Tarântulas.)